# NQ Близнецов
NQ Близнецов (лат. NQ Geminorum, HD 59643) — тройная звезда в созвездии Близнецов на расстоянии приблизительно 3 089 световых лет (около 947 парсек) от Солнца. Видимая звёздная величина звезды — от +7,99m до +7,4m.
Пара первого и второго компонентов — двойная катаклизмическая симбиотическая переменная звезда типа Z Андромеды (ZAND). Орбитальный период — около 1305 суток (3,5729 года).

## Характеристики
Первый компонент — оранжевый гигант, углеродная пульсирующая полуправильная переменная звезда (SR)* спектрального класса C6,2(R9)eV, или C(N), или C(R8). Масса — около 2,378 солнечных, радиус — около 162,898 солнечных, светимость — около 1532,352 солнечных. Эффективная температура — около 3952 К.
Второй компонент — белый карлик. Масса — не менее 0,6 солнечной*.
Третий компонент — красный карлик спектрального класса M. Масса — около 436,23 юпитерианских (0,4164 солнечной). Удалён в среднем на 1,996 а.е..